# سوئدی فنلاند
سوئدی فنلاند (انگلیسی: Finland Swedish) (به سوئدی: finlandssvenska) (به فنلاندی:  suomenruotsi) گونه‌ای از زبان سوئدی و گروهی نزدیک به آن از گویش‌های سوئدی است که در فنلاند توسط جمعیت سوئدی‌زبان، که معمولاً به عنوان سوئدی زبان‌های فنلاند نیز شناخته می‌شوند، به عنوان زبان اول صحبت می‌شود.